# Eudaminae
Los eudaminos (Eudaminae) son una subfamilia  de lepidópteros ditrisios de la familia Hesperiidae. Exceptuando un único género de Asia Oriental (Lobocla), la mayoría de las especies de  esta subfamilia viven en el Neotrópico alcanzando algunas especies Norte América. SE han descrito 52 géneros.

## Características
Los adultos se posan con las alas extendidas, al igual que los pirginos, en los que antiguamente se incluían. Las alas posteriores son alargadas a lo largo de las venas anales, a veces prolongadas por una llamativa cola, confiriendo al ala un perfil más o menos triangular. Las orugas se alimentan de dicotiledóneas.

## Géneros
| - Achalarus - Aguna - Astraptes - Augiades - Aurina dida - Autochton - Bungalotis - Cabares - Cabirus - Calliades - Cephise - Chioides - Chrysoplectrum | - Codatractus - Cogia - Drephalys - Dyscophellus - Ectomis - Entheus - Epargyreus - Heronia - Hyalothyrus - Hypocryptothrix - Lobocla - Marela - Narcosius | - Nascus - Nerula - Ocyba - Oechydrus - Oileides - Paracogia acanthopoda - Phanus - Phareas coeleste - Phocides - Polygonus - Polythrix - Porphyrogenes - Proteides | - Ridens - Salatis - Sarmientoia - Spathilepia - Tarsoctenus - Telemiades - Thessia - Thorybes - Typhedanus - Udranomia - Urbanus - Venada - Zestusa |